# Dictyonotus nigrocyaneus
Dictyonotus nigrocyaneus là một loài tò vò trong họ Ichneumonidae.